# A21 (autoestrada)
A   A 21  - Autoestrada de Mafra é uma autoestrada portuguesa que liga a autoestrada   A 8 , junto à Venda do Pinheiro, à Ericeira. Foi a primeira (e até agora única) autoestrada portuguesa financiada e construída por uma empresa municipal (Mafratlântico - Câmara Municipal de Mafra).
O primeiro troço concluído da   A 21 , entre Malveira e Mafra foi inaugurado em Maio de 2005; o troço entre Mafra e Ericeira viu a sua conclusão chegar apenas três anos depois, em Maio de 2008. Já o troço entre a Malveira e a   A 8 , o qual concluiu a   A 21 , foi inaugurado em Agosto do mesmo ano, deixando-a com uma extensão de 21 km.
A finalização desta autoestrada permitiu um aumento da comodidade e rapidez nas ligações entre Lisboa, Mafra e Ericeira, permitindo dinamizar a forte procura turística destes locais.
A   A 21  é concessionada pela Câmara Municipal de Mafra, em regime de portagens. O percurso entre os dois extremos desta auto-estrada custa €2,10.
Num plano de melhoramento das ligações entre a região Oeste e a região de Lisboa e Vale do Tejo, foi pensado o prolongamento da   A 21  ainda mais para este, até Alverca, numa extensão de 24 km. Tal prolongamento, que permitiria realizar um grande anel exterior a Lisboa, seria realizado para compensar a anulação da construção do Novo Aeroporto de Lisboa na Ota. No entanto, actualmente nada se sabe acerca deste projecto.
Traçado da A 21 no Google Maps

## Estado dos troços
| Troço            | Situação             | km   |
| ---------------- | -------------------- | ---- |
| A 8 - Malveira   | Em serviço (08/2008) | 3,2  |
| Malveira - Mafra | Em serviço (05/2005) | 5,3  |
| Mafra - Ericeira | Em serviço (05/2008) | 12,2 |

## Perfil
| Troço                        | Perfil | Extensão |
| ---------------------------- | ------ | -------- |
| Venda do Pinheiro - Ericeira |        | 21 km    |

## Saídas

### Venda do Pinheiro - Ericeira
| Número da Saída               | Nome da Saída                          | Estrada que liga |
| ----------------------------- | -------------------------------------- | ---------------- |
| \|                            | Lisboa / Loures Leiria / Torres Vedras | A 8              |
| 1                             | Venda do Pinheiro                      | -                |
| 2                             | Malveira Torres Vedras                 | N 8              |
| 3                             | Mafra (este) Sintra                    | N 116            |
| 4                             | Mafra (oeste)                          | CRIMA            |
| Praça de Portagem da Ericeira |                                        |                  |
|                               | Ericeira                               | N 116            |

## Estações de Serviço
- área de serviço de Mafra (km 6)